# TVR Taimar

## Taimar (1976 - 1979)
La TVR Taimar est la 6e gamme de modèles construite par TVR, de 1976 à 1979.
La Taimar sera produite en 395 exemplaires.

## Taimar Turbo (1976) - (1979)
La TVR Taimar Turbo est l'évolution de la Taimar.
Contrairement à la 3000M et le 3000M Turbo, elle fut construite par TVR, de 1976 à 1979 parallèlement au modèle atmosphérique.

La Taimar Turbo sera produite en seulement 30 exemplaires.